# Anomala aulax
Anomala aulax är en skalbaggsart som beskrevs av Christian Rudolph Wilhelm Wiedemann 1823. Anomala aulax ingår i släktet Anomala och familjen Rutelidae. Inga underarter finns listade i Catalogue of Life.